# Flyktingidrottare i olympiska sommarspelen 2016

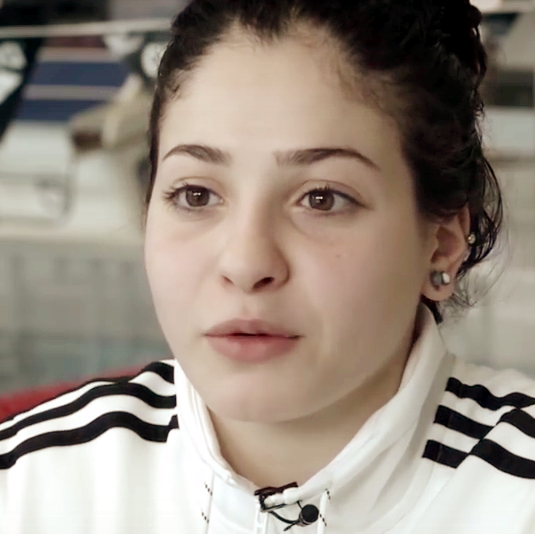
Yusra Mardini från Syrien tävlade i simning för Team of Refugee Olympic Athletes i Rio de Janeiro.

Flyktingidrottare i olympiska sommarspelen 2016 (Refugee Olympic Athletes) bestod av tio idrottsutövare som tävlade för Olympiska flyktinglaget oberoende av nation. De har utsetts av Internationella olympiska kommittén (IOC) i samarbete med de olika nationella olympiska kommittéer (NOC) för de länder där idrottarna vistas. Från början hade IOC 43 potentiella kandidater att välja på, vilket till slut stannade vid tio som fick tävla i OS. Flyktingarna kommer ursprungligen från Sydsudan (fem stycken), Syrien (två stycken), Kongo-Kinshasa (två stycken) och Etiopien (en).
Följande tio idrottare tävlade för Team of Refugee Olympic Athletes:
| Idrottare         | Ursprungsland  | NOC-värdland | Sport     | Gren         |
| ----------------- | -------------- | ------------ | --------- | ------------ |
| James Chiengjiek  | Sydsudan       | Kenya        | Friidrott | 400 m        |
| Yiech Biel        | Sydsudan       | Kenya        | Friidrott | 800 m        |
| Paulo Lokoro      | Sydsudan       | Kenya        | Friidrott | 1500 m       |
| Yonas Kinde       | Etiopien       | Luxemburg    | Friidrott | Maraton      |
| Popole Misenga    | Kongo-Kinshasa | Brasilien    | Judo      | Mellanvikt   |
| Rami Anis         | Syrien         | Belgien      | Simning   | 100 m fjäril |
| Rose Lokonyen     | Sydsudan       | Kenya        | Friidrott | 800 m        |
| Anjelina Lohalith | Sydsudan       | Kenya        | Friidrott | 1500 m       |
| Yolande Mabika    | Kongo-Kinshasa | Brasilien    | Judo      | Mellanvikt   |
| Yusra Mardini     | Syrien         | Tyskland     | Simning   | 100 m frisim |

## Friidrott
Förkortningar
- Notera– Placeringar avser endast det specifika heatet.
- Q = Tog sig vidare till nästa omgång
- q = Tog sig vidare till nästa omgång som den snabbaste förloraren eller, i fältgrenarna, genom placering utan att nå kvalgränsen
- NR = Nationellt rekord
- N/A = Omgången fanns inte i grenen
- Bye = Idrottaren behövde inte tävla i omgången

Herrar
| Idrottare        | Gren                  | Heat     | Heat      | Semifinal        | Semifinal        | Final            | Final            |
| Idrottare        | Gren                  | Resultat | Placering | Resultat         | Placering        | Resultat         | Placering        |
| ---------------- | --------------------- | -------- | --------- | ---------------- | ---------------- | ---------------- | ---------------- |
| James Chiengjiek | Herrarnas 400 meter   | 52,89    | 8         | Gick inte vidare | Gick inte vidare | Gick inte vidare | Gick inte vidare |
| Yiech Biel       | Herrarnas 800 meter   | 1:54,67  | 8         | Gick inte vidare | Gick inte vidare | Gick inte vidare | Gick inte vidare |
| Paulo Lokoro     | Herrarnas 1 500 meter | 4:03,96  | 11        | Gick inte vidare | Gick inte vidare | Gick inte vidare | Gick inte vidare |
| Yonas Kinde      | Herrarnas maraton     | i.u.     | i.u.      | i.u.             | i.u.             | 2:24:08          | 90               |

Damer
| Idrottare         | Gren                 | Heat     | Heat      | Semifinal        | Semifinal        | Final            | Final            |
| Idrottare         | Gren                 | Resultat | Placering | Resultat         | Placering        | Resultat         | Placering        |
| ----------------- | -------------------- | -------- | --------- | ---------------- | ---------------- | ---------------- | ---------------- |
| Rose Lokonyen     | Damernas 800 meter   | 2:16,64  | 7         | Gick inte vidare | Gick inte vidare | Gick inte vidare | Gick inte vidare |
| Anjelina Lohalith | Damernas 1 500 meter | 4:47,38  | 14        | Gick inte vidare | Gick inte vidare | Gick inte vidare | Gick inte vidare |

## Judo
| Idrottare      | Gren                       | Omgång 1             | Omgång 2               | Kvartsfinaler            | Semifinaler          | Återkval             | Final / BM           | Final / BM       |                  |
| Idrottare      | Gren                       | Motståndare Resultat | Motståndare Resultat   | Motståndare Resultat     | Motståndare Resultat | Motståndare Resultat | Motståndare Resultat | Placering        |                  |
| -------------- | -------------------------- | -------------------- | ---------------------- | ------------------------ | -------------------- | -------------------- | -------------------- | ---------------- | ---------------- |
| Popole Misenga | Herrarnas mellanvikt −90kg | Bye                  | Singh (IND) W 001–000  | Gwak D-h (KOR) L 000–100 | Gick inte vidare     | Gick inte vidare     | Gick inte vidare     | Gick inte vidare | Gick inte vidare |
| Yolande Mabika | Damernas mellanvikt −70kg  | i.u.                 | Bolder (ISR) L 000–110 | Gick inte vidare         | Gick inte vidare     | Gick inte vidare     | Gick inte vidare     | Gick inte vidare | Gick inte vidare |